# 堀直佑
堀 直佑（ほり なおすけ、明暦元年（1655年）- 享保6年6月20日（1721年7月14日））は、江戸時代前期から中期の大名。信濃国須坂藩の第4代藩主。信濃須坂堀家4代。第3代藩主堀直輝の長男。母は大河内松平正綱の娘（酒井忠当の養女）。正室は板倉重形の娘。子に堀直富（長男）、堀直俊（次男）、甲斐庄正恒（三男）、娘（堀直英正室）。官位は従五位下、長門守。
寛文9年（1669年）、父・直輝の死去により家督を相続する。50年間藩主の座にあったが、享保4年（1719年）に隠居した。長男の直富が夭逝し、次男の直俊は廃嫡したため、家督は養子で娘婿の直英に譲った。
享保6年（1721年）に没した。

## 系譜
父母
- 堀直輝（父）
- 松平正綱の娘 ー 酒井忠当の養女（母）

正室
- 板倉重形の娘

子女
- 堀直富（長男）生母は正室
- 堀直俊（次男）生母は正室
- 甲斐庄正恒（三男）
- 堀直英正室

養子
- 堀直英 ー 堀直利の三男